# Emmanuelle Millet
Pour les articles homonymes, voir Millet.
Emmanuelle Millet est une réalisatrice et scénariste française.

## Biographie
Emmanuelle Millet a suivi des études de relations internationales. Elle a collaboré avec plusieurs associations humanitaires, dans le domaine de la communication, avant de réaliser trois documentaires pour le Secours populaire.
Son long métrage La Brindille, sorti en 2011, a été récompensé par le « prix du meilleur talent émergent » au Festival international du film de Rome.

## Filmographie partielle
- 2003 : Douce Errance
- 2005 : T'as un rôle à jouer !
- 2007 : Dix films pour en parler
- 2011 : La Brindille